# St. Joan's International Alliance
St. Joan's International Alliance, är en internationell organisation för kvinnors rättigheter, grundad i London 1911.
Organisationen grundades som en katolsk organisation för att verka för kvinnors rättigheter, och verkade bland annat för kvinnors rösträtt.